# بنید القار
شهر بنید القار (به عربی: بنید القار) در استان عاصمه در کشور کویت واقع شده‌است. جمعیت این شهر ۲۰٫۵۰۴ نفر است.